# The Deviants
The Deviants (МФА: [ðə ˈdiːvɪənts]) — британская рок-группа, образованная в 1967 году в Глостершире, Англия (первоначально — под названием «The Social Deviants») и исполнявшая (по определению её фронтмена, основателя и основного автора Мика Фаррена) «скрежещущий психоделический рок — среднее между Stooges и The Mothers of Invention». 
The Deviants в конце 1960-х годов считались наиболее яркими представителями сцены, которую Allmusic называет «подбрюшьем британской психоделии». 
Применительно к ним впервые в истории был употреблён термин «панк-рок-группа»: сделал это андеграундный диджей Джефф Декстер, в лондонском Tiles Club на Оксфорд-стрит, 15 августа 1967 года[уточнить].
The Deviants выпустили три студийных альбома (Ptooff!, Disposable и The Deviants 3), после чего в 1969 году распались. 

Мик Фаррен, впоследствии — авторитетный рок-критик, в 1984 году с новым составом музыкантов возродил The Deviants в качестве собственного сольного проекта.

## Дискография
- 1967 — Ptooff!
- 1968 — Disposable
- 1969 — The Deviants 3
- 1984 — Human Garbage (live)
- 1996 — Fragments of Broken Probes (сборник)
- 1996 — Eating Jello With a Heated Fork
- 1999 — The Deviants Have Left The Planet (сборник)
- 1999 — Barbarian Princes (Live In Japan)
- 2000 — This CD Is Condemned (сборник)
- 2001 — On Your Knees, Earthlings (сборник)
- 2002 — Dr. Crow